# 리피아
리피아(영어: lippia, 학명: Lippia americana 리피아 아메리카나[*])는 마편초과의 식물이다.

## 분포
북아메리카(멕시코)부터 중앙아메리카(파나마)를 거쳐 남아메리카(베네수엘라, 페루)까지 분포한다.